# Contla de Juan Cuamatzi
Contla de Juan Cuamatzi è un comune del Messico, situato nello stato di Tlaxcala.